# 109 a.C.
Il 109 a.C. (CIX a.C. in numeri romani) è un anno  del II secolo a.C.

## Eventi
- La Dinastia Han conquista la Corea.
- L'imperatore cinese Han Wudi conquista il regno di Dian e fonda la commanderia di Yizhou nello Yunnan.
- Sospettando Lucio Calpurnio Bestia di corruzione, il Senato romano affida il comando della Guerra giugurtina a Quinto Cecilio Metello Numidico. Viene emanata la lex Mamilia de coniuratione Iugurthina.

## Nati
- Cornelia Silla, nobildonna romana
- Spartaco, militare romano († 71 a.C.)

## Morti
- Lucio Opimio, politico romano